# Jebel Barcal
Jebel Barcal ou Gebel Barcal (em árabe: جبل بركل, lit. 'Jabal Barkal') é uma pequena montanha localizada a cerca de 400 quilómetros a norte de Cartum, na localidade de Carima, no estado do Norte, Sudão. Encontra-se ao lado de uma grande curva do rio Nilo, na região conhecida historicamente como Núbia. Tem grande valor arqueológico e, por essa razão, foi colocada pela UNESCO, em 2003, na lista dos locais que são património mundial, juntamente com as cidades históricas de Meroé e Napata, perto do monte.
A montanha tem 98 m de altura e um topo plano e aparentemente era utilizada como ponto de referência pelos mercadores da importante rota entre a África central, a Arábia e o Egito, como o ponto onde era mais fácil atravessar o grande rio.
Por volta de 1450 a.C. o faraó egípcio Tutemés III ampliou seu império até a região, considerando Jebel Barcal seu limite meridional. De lá, iniciou campanhas nas proximidades de Napata que, 300 anos mais tarde, se tornaria a capital do Reino de Cuxe. Entre 720 a.C. e 660 a.C., os seus reis dominaram o Egito, formando a 25ª dinastia. O rei núbio desta dinastia, Piiê, ampliou posteriormente o Templo de Amon situado no local, que datava do Império Novo, e ergueu uma estela comemorativa. Depois dos cuxitas serem expulsos do Egito, Napata continuou a ser a residência real e centro religioso até cerca de 350, quando o reino foi dominado pelos axumitas.
Entre as ruínas em torno de Jebel Barcal estão pelo menos 13 templos e 3 palácios, que foram descritos pela primeira vez por exploradores europeus na década de 1820. Em 1862 cinco inscrições do Terceiro Período Intermediário foram recuperados por um oficial egípcio e transportado para o Museu do Cairo, porém apenas em 1916 escavações arqueológicas científicas foram realizadas no local, por uma expedição conjunta da Universidade de Harvard e o Museu de Belas Artes de Boston, sob a liderança de George Reisner. A partir da década de 1970 foram realizadas explorações por uma equipe da Universidade de Roma La Sapienza, sob a direção de Sergio Donadoni, à qual se juntou, na década de 1980, uma outra equipa do Museu de Boston, na década de 1980, sob a direcção de Timothy Kendall. Os templos maiores, como o de Amon, são considerados sagrados até hoje pela população local.[carece de fontes?]